# Gustav Feuerlein

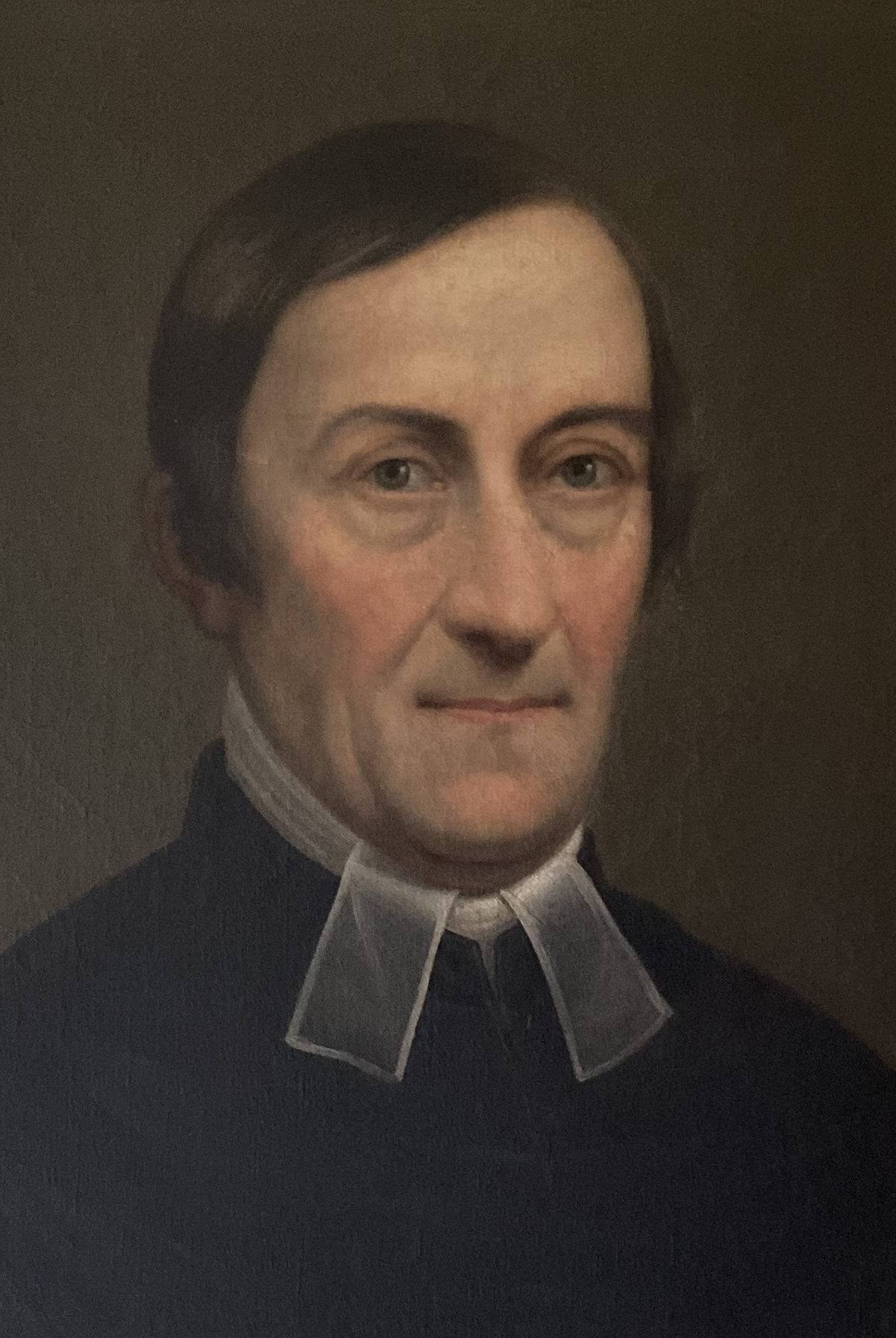
Gustav Feuerlein nach einem Gemälde von G. Gutekunst

Fürchtegott Gustav Willibald Feuerlein (* 24. Juni 1781 in Stuttgart; † 2. Juli 1848 in Wolfschlugen, Oberamt Nürtingen) war ein schwäbischer Pfarrer, Schriftsteller und Dichter. Er war der ältere Zwillingsbruder des Stuttgarter Oberbürgermeisters Willibald Feuerlein.

## Abstammung
Gustav Feuerlein entstammte der fränkischen Theologen- und Gelehrtenfamilie Feuerlein, die zu Beginn des 18. Jahrhunderts zur altwürttembergischen Ehrbarkeit hinzugekommen war. Der Sohn des württembergischen Regierungsrats Carl Friedrich Feuerlein und seiner Frau Auguste Elisabeth Franziska Johanna geb. Fischer (* 1747; † 1823) war Teil einer kinderreichen Familie mit zwei Brüdern und acht Schwestern.

## Leben
Gustav Feuerlein besuchte das Gymnasium in Stuttgart und absolvierte erfolgreich das württembergische Landesexamen. Von 1795 bis 1799 besuchte er die Klosterschulen in Blaubeuren und Bebenhausen. 1799 wurde er ins theologische Stift in Tübingen aufgenommen. Von 1799 bis 1801 studierte er an der Universität Tübingen zunächst Philosophie und nach der am 25. September 1801 erreichten Magisterwürde von 1801 bis 1804 evangelische Theologie. Zu seinen Professoren zählten Johann Friedrich Flatt, Christian Friedrich von Schnurrer und Friedrich Gottlieb Süskind. Im Jahre 1804 trat er seine erste Stelle als Vikar in Plieningen an, wo er bis 1808 wirkte. Im Sommer 1805 erhielt er von der Kirchenleitung die Erlaubnis zu einer Auslandsreise, die er zusammen mit seinem Zwillingsbruder Willibald und seinem älteren Bruder Karl Feuerlein (* 1770; † 1808) in Begleitung des gemeinsamen Schwagers Panagiot Wergo (* 1767; † 1843) antrat. Diese Bildungsreise führte die Reisenden über Salzburg nach Wien und von dort über Graz weiter nach Triest. Für die Reise hatten sie einen eigenen Wagen mit drei vorgespannten Pferden. Mit dem Schiff ging es bei stürmischer See nach Venedig. Die Rückreise verlief über Padua, Vicenza, Verona und durch Tirol zurück nach Württemberg. Im Jahre 1808 versetzte die Kirchenleitung Gustav Feuerlein als Vikar nach Wangen. Weitere Stationen als Vikar folgten 1809 in Rielingshausen und Fellbach sowie 1810 in Pliezhausen. Am 5. März 1812 wurde er schließlich zum Pfarrer in Wolfschlugen bei Nürtingen ernannt, wo er bis zu seinem Lebensende wirkte. Trotz der damit verbundenen ländlichen Abgeschiedenheit stand Gustav Feuerlein in einem regen persönlichen oder brieflichen Kontakt zu vielen maßgeblichen Personen im Königreich Württemberg, darunter neben seinem Bruder Willibald Feuerlein in Stuttgart insbesondere auch zu David Friedrich Strauß und zu Paul Pfizer. Enge Beziehungen bestanden auch zu Ludwig Uhland, dem Mann von Gustav Feuerleins Nichte Emilie.

## Familie
Im Jahr seiner Ernennung zum Pfarrer in Wolfschlugen verheiratete sich Gustav Feuerlein am 28. Mai 1812 in Stuttgart mit Luise Christiane Duvernoy (* 1787; † 1846). Sie war die Tochter des württembergischen Majors David von Duvernoy (* 1757; † 1819) und der Rosine geborene Hartenmeyer (* 1759; † 1810). Christiane Feuerlein geb. Duvernoy hatte sechs Geschwister, von denen ihr politisch aktiver Bruder Gustav von Duvernoy es bis zum Innenminister im Ministerium Römer brachte, was sie selbst jedoch nicht mehr erlebte. Aus der Ehe von Gustav und Christiane Feuerlein gingen vier Söhne und zwei Töchter hervor. Die älteste Tochter Auguste (* 1813; † 1857) war seit 1833 mit dem Politiker Theodor Eisenlohr verheiratet. Auguste Eisenlohrs Freundin Ottilie Wildermuth setzte ihr mit der Biographie Auguste. Ein Lebensbild ein bleibendes Denkmal. Darüber hinaus beschrieb Ottilie Wildermuth in ihrem zweibändigen Werk Bilder und Geschichten aus Schwaben die Familie von Gustav Feuerlein in dem Zyklus Schwäbische Pfarrhäuser, der Teil ihres ersten Bandes ist. In der darin enthaltenen Geschichte Das humoristische Pfarrhaus stand die Familie von Gustav Feuerlein Pate. Sie beginnt mit den Worten: „In einer der anmutigsten, am tiefsten ans Herz sprechenden Gegenden des lieben Schwabenlandes liegt ein nettes Dorf und darin ein Pfarrhaus…“ Gustav Feuerlein wird in der Geschichte als ein humorvoller, gebildeter und liebenswürdiger Mensch geschildert, der seiner Familie eng verbunden ist und dazu eigenartigen Liebhabereien nachgeht, mit einer starken Hingabe für die Dichtkunst und für Rätsel. Sein Denken sei tief in der Antike verwurzelt.

## Dichterisches Werk
Neben zahlreichen Gedichten, die größtenteils unveröffentlicht geblieben sind, wurden in den Jahren von 1812 bis 1815 drei Werke verlegt, die Feuerleins regen geistigen Anteil an den Geschehnissen während der Napoleonischen Kriege widerspiegeln, insbesondere bezogen auf das Jahr des Russlandfeldzugs 1812 und der daran anschließenden Befreiungskriege bis 1815. Besondere Beachtung verdient auch die 1831 von Feuerlein in zwei Bänden vorgelegte Übersetzung der Gedichte Friedrich Schillers ins Lateinische. Da Feuerlein kein Lateinlehrer war, ist als Antrieb für dieses Werk lediglich seine Begeisterung für die Dichtkunst Schillers und die lateinische Sprache anzunehmen.

## Ehrungen
- 1830 wurde Gustav Feuerlein zum kaiserlich österreichischen Ehrenmedikus ernannt[3]
- 1951 beschloss der Gemeinderat von Wolfschlugen in Erinnerung an den unvergesslich gebliebenen Pfarrer einstimmig in einer neu erschlossenen Nachkriegssiedlung eine Straße zu Ehren von Gustav Feuerlein als Feuerleinstraße zu benennen.[4]

## Werke (Auswahl)
- Der Lohn der Tugend. Ein Kinderschauspiel mit Gesang in zwei Akten zur 78. Geburtstagsfeier seines Vaters Carl Friederich Feuerlein am 6. März 1808, Tübingen 1808
- Gynäceum, eine Gallerie satyrischer Gemälde. Verlag Steinkopf, Stuttgart 1812
- Deutschlands Palingenesie. Verlag Engelmann, Heidelberg 1814
- Gedichte. Verlag Riegel & Wießner, Nürnberg 1815
- Schilleri lyrica omnia Latinis modis aptare tentavit. Friedrich Schillers sämtliche Gedichte ins Lateinische übersetzt. Zwei Bände, Stuttgart 1831
- Sphinx. Stuttgart 1846, anonym erschienene Sammlung humoristischer Stanzen